# フレデリック・ジョンストン (第8代準男爵)
第8代準男爵サー・フレデリック・ジョン・ウィリアム・ジョンストン（英: Sir Frederick John William Johnstone, 8th Baronet、1841年 - 1913年6月20日）は、イギリスの政治家、馬主。エドワード王太子（のちエドワード7世）の競馬仲間で、持ち馬がダービーステークスで二度優勝した。のちに、イギリスを騒がせたモーダント離婚訴訟事件に王太子とともに巻き込まれることとなる。

## 生涯
1841年、サー・フレデリック・ジョンストンと妻ルイーザ・クレイヴン（Louisa Craven、初代クレイヴン伯爵ウィリアム・クレイヴンの娘）の息子に生まれた。父フレデリックがその年に死去したため、ジョンストンは誕生とともに準男爵位を継承した。
1858年にオックスフォード大学（クライストチャーチ・カレッジ）に入学した。在学中にエドワード王太子（のちエドワード7世）、ヘンリー・チャップリンらと知り合いになる。『英国人名辞典』によれば、ジョンストンとヘンリー・スタート（ジョンストン、王太子、チャップリンの同窓生）こそがエドワード王太子の競馬趣味のきっかけになった人物だという。
大学時代は競馬仲間のなかでもチャップリンと親しく、アジアに猛獣狩りに出かけたり、卒業旅行にカナダとインドを旅行したこともあった。卒業後も競馬趣味は相変わらずで、1864年のダービーステークスでは王太子やチャップリンとともにロイヤルボックスで観戦し、ブレアーアソールの優勝を見届けた。その年、友人のチャップリンが婚約者を同窓生に寝取られた際は、落ち込むチャップリンを誘ってインド旅行に出かけている。この旅行中、ジョンストンは「競馬を頑張ればいい」とチャップリンをけしかけたという。（その後チャップリンは持ち馬ハーミットでダービーを優勝した）
1869年、ジョンストンはスキャンダルに巻き込まれた。その年、エドワード王太子の友人である地主・庶民院議員第10代準男爵サー・チャールズ・モーダントの妻ハリエットが子供を身ごもったが、この子供はモーダントの子ではなかった。錯乱したハリエット夫人は王太子やジョンストン、コール子爵ローリー・コールとベッドを共にしたと告白し、証拠の手紙まであると申し立てた。これを聞いたモーダントは、妻の不貞を理由に離婚訴訟を起こした。裁判が進むと、手紙は不貞を裏付ける内容ではなく、ごくありきたりなものと判ったが、それでもエドワード王太子は証人として出廷する羽目になった。エドワード王太子は7分にわたって証言台に立ち、夫人との姦通を否定した。次期国王が離婚訴訟に巻き込まれるその姿は、世間から「大きな恥辱」と白い目で視られた。この裁判では、ハリエット夫人の心神喪失が認められて結審した。
モーダント離婚訴訟事件が終息に向かいつつある1874年、ジョンストンはウェイマス＝メルコム・レジス選挙区から庶民院議員に初当選し、1885年まで議席を占めた。議員在職中の1876年、ジョンストンは遠縁の本家筋がかつて持っていた爵位（アナンデイル侯爵位）について、自身がその相続人であると貴族院に訴え出た。他にも親族が二人ほど名乗りを上げたが、貴族院はジョンストンらの訴えを証拠不十分として退けた。
ジョンストンは馬主としても知られ、1880年から90年代にかけてジョンストンの幸運が続いた。まず1883年に持ち馬セントブレースがダービー優勝を果たした。このレースでは、有力馬ガリアード（騎手フレッド・アーチャー）、ハイランド・チーフ（騎手はフレッドの兄チャールズ・アーチャー）も出走していたが、セントブレースはクビ差でこれら対抗馬に勝利している（一等賞金は4,775ポンド）。また1891年にも、持ち馬コモン（ヘンリー・スタートと共同所有）でダービーを制覇し、二度目の優勝となった。対抗馬グーベルヌール、マートンハーストを制して勝利したかたちで、一等賞金は5,510ポンドであった。
1913年に71歳で死去した。